# Parastrophius
Parastrophius es un género de arañas cangrejo de la familia Thomisidae. Se disctribuye por Asia y África.
Este género fue descrito por el aracnólogo francés Eugène Simon.

## Especies
- Parastrophius echinosoma Simon, 1903
- Parastrophius vishwai Dyal, 1935